# La Candelaria
La Candelaria je 17. soseska mesta Bogotá v Kolumbiji. Zgodovinska soseska v središču mesta je enakovredna staremu mestu v drugih mestih. Arhitektura starih hiš, cerkva in stavb ima španske kolonialne, baročne in Art déco sloge. V njej je več univerz, knjižnic in muzejev.

## Geografija
Mesto je ob pobočjih Cerro de Guadalupe z opaznim strmino, ki se spušča v smeri zahod-severozahod.
Reki Rio San Francisco in Rio San Agustín uokvirjata mesto, vendar trenutno potekata po podzemnih kanalih pod avenijami Jiménez oziroma Sexta. Tako imenovana okoljska os je bila zgrajena na Avenidi Jiménez in del vode reke San Francisco teče po površini čez vrsto vodnjakov, kot velik vzdolžni izvir. Leži v središču mesta Santa Fe na srednji nadmorski višini 2650 m.

## Zanimivosti
- Calle del Embudo – Ozka, tlakovana ulica je dobila ime po svoji obliki. Embudo pomeni "lijak"; ulica je oblikovana kot lijak. Je ena najbolj barvitih ulic v zgodovinski soseski La Candelaria in vodi do trga Plaza del Chorro de Quevedo. Številne stene na Calle del Embudo so poslikane z ulično umetnostjo ali grafiti v svetlih barvah Kolumbije. Nekateri od njih prikazujejo legende iz predkolumbovske dobe.
- Plaza del Chorro de Quevedo – domneva se, da je španski konkvistador Gonzalo Jiménez de Quesada na tem trgu 6. avgusta 1538 ustanovil glavno mesto Bogotá. Trg je dobil ime po avguštinskem duhovniku, bratu Quevedu, ki je leta 1832 kupil zemljišča in postavil javni vodnjak v centru. Oskrba z vodo je bila prekinjena, ko se je leta 1896 zrušila bližnja stavba. Prav tako se domneva, da je s tega mesta zipa, glavni cacique Muisca, gledal na savano Bogotá. Danes ob vseh stavbah, ki obkrožajo trg, takšnega pogleda ni.
- Boterov muzej, ki je na Carrera 11, vsebuje dela slikarja/kiparja Fernanda Botera ter dela umetnikov, vključno z Monetom in Picassom, iz zasebne Boterove zbirke.
- Knjižnica Luisa Angela Aranga je najpomembnejša knjižnica Kolumbije, last Banco de la República; ima več kot 1,1 milijona knjig in je najbolj obiskana javna knjižnica v Latinski Ameriki, ima parkirišče, kavarne, muzeje, koncertno dvorano in razstavne prostore.
- Muzej zlata je eden najpomembnejših muzejev Kolumbije, v treh nadstropjih ima zbirko več kot 36.000 kosov zlata, lesa, školjk in kamna; muzej je last Banco de la República in je v stavbi pred parkom Santander.
- Teatro Colón je eno najbolj reprezentativnih gledališč Kolumbije, ustanovljeno leta 1892. V neoklasicističnem slogu, ga je zgradil italijanski arhitekt Pietro Cantini. Ima več kot 2400 kvadratnih metrov za 900 ljudi.
- Cerro Monserrate je simbol odličnosti kolumbijske prestolnice. Hrib je romarska točka, pa tudi turistična znamenitost. Poleg cerkve je na njem tudi restavracija. Na Monserrate se lahko pripelje s žičnico, vzpenjačo ali se gre peš, kar je najprimernejša pot romarjev. Vidi se ga lahko s skoraj iz vseh točk v mestu Bogotá.
- La Puerta Falsa je 200 let stara trgovina, specializirana za čokolado in tamale (tradicionalna mezoameriška jed, narejena iz mesa ali testa, ki se kuha na pari v koruznem luščini ali bananinem listu). Stoji tik ob predsedniški palači.
- Hiša poezije Silva
- Muzej urbanega razvoja Bogotá
- Vojaški muzej
- Hiša poezije Rafaela Pomba
- Stavba Avianca
- Gledališče Camarín del Carmen
- Trg Plaza del Chorro de Quevedo
- Bolívarjev trg

- Ulica v La Candelaria.
- Art deco hiša - La Vieja Suiza, Calle 12 No. 3-07 Bogotá
- Fasada knjižnice Luís Ángel Arango in del ob 11. ulici v La Candelaria.

## Cerkve
- Primarna stolnica v Bogoti
- Cerkev sv. Frančiška
- Cerkev sv. Avguština
- Del cerkve Carmen

## Univerze
- Andska univerza (špansko Universidad de los Andes) je zasebna raziskovalna univerza
- Univerza Matere Božje Rožnovenske (špansko Colegio Mayor de Nuestra Señora del Rosario) je kolumbijska univerza, ki jo je leta 1653 ustanovil Cristobal de Torres na podlagi rimskokatoliških načel.
- Universidad de La Salle je zasebna, katoliška in lasalijska visokošolska ustanova, ki jo vodi Inštitut bratov krščanskih šol
- Universidad Externado de Colombia je zasebna univerza. Ustvarja diplomante, vključno z odvetniki, akademiki, sodniki, financerji, novinarji, pa tudi višjimi vladnimi uradniki in politiki.
- Univerza La Gran Colombia je zasebna univerza, ki jo je ustanovil 24. maja 1951 Julio César García Valencia, priznani kolumbijski zgodovinar 20. stoletja.
- Združena nacionalna korporacija za visoko šolstvo (CUN)